# Adriano Foscari
Adriano Foscari (Venezia, 10 giugno 1904 – Venezia, 22 giugno 1980) è stato un ammiraglio e marinaio italiano, insignito della medaglia d'oro al valor militare a vivente e della Croce di Cavaliere dell'Ordine militare d'Italia nel corso della seconda guerra mondiale.

## Biografia

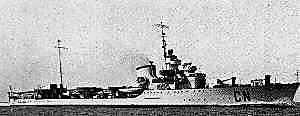
Il cacciatorpediniere Camicia Nera in navigazione.

Nacque a Venezia il 10 giugno 1904, discendente da una antica famiglia iscritta al patriziato fin dagli albori della Repubblica di Venezia, che aveva dato alla Repubblica un doge ed alti magistrati, un Cardinale alla Chiesa, figlio di Piero e Elisabetta De Widmann Rezzonico.
Figlio di ufficiale della Marina, dopo aver compiuti gli studi ginnasiali presso il Collegio "Carlo Alberto" di Moncalieri nel 1918, entrò all'Regia Accademia Navale di Livorno e nel luglio 1922 venne nominato aspirante guardiamarina. Divenuto sottotenente di vascello nel 1924 e tenente di vascello nel 1927, fu nominato nel 1929 ufficiale di ordinanza del Duca d’Aosta e dal 1930 all'ottobre 1933 fu addetto alla persona e alla Casa militare del Duca di Spoleto. Nel 1934 assunse il comando della torpediniera 75 O.L.T. e quindi del cacciatorpediniere Giovanni Acerbi e del sommergibile Des Geneys. Promosso capitano di corvetta nel marzo 1936 fu destinato all'Istituto di Guerra Marittima. Dal marzo 1938 ebbe successivamente il comando dei sommergibili Antonio Sciesa e Sebastiano Veniero, e poi dall'agosto 1939 fu chiamato a prestare servizio presso il Ministero della Marina con l’incarico di segretario generale dello Stato maggiore, dove conseguì la promozione a capitano di fregata nel gennaio 1940. Il 7 gennaio 1942, in piena seconda guerra mondiale, assunse il comando del cacciatorpediniere Camicia Nera col quale compì numerosi servizi di scorta ai convogli verso la Libia. Nella notte del 2 dicembre 1942 il Camicia Nera partecipò alla battaglia del banco di Skerki sulle coste tunisine ottenne la citazione sul bollettino di guerra per aver lanciato tutti i suoi siluri contro un incrociatore nemico. Per questa azione fu poi insignito della medaglia d'oro al valor militare a vivente.
Dal febbraio 1943 prestò successivamente servizio all’Accademia navale di Livorno, trasferito presso la sede di Venezia, dove si trovava all'atto dell'armistizio di Cassibile l'8 settembre 1943. Seguì il comando della Accademia nel suo trasferimento a Brindisi dove, dal successivo mese di ottobre fu distaccato all’Ufficio collegamento con il Comando Supremo. Promosso capitano di vascello dall'aprile 1944, assumeva, dal 1 ottobre dello stesso anno, il comando del Reggimento "San Marco", che comando fino al 30 novembre 1945. partecipò alla battaglie del Senio, di Valle Santerno e di Sillari, venendo per questo insignito della Croce di Cavaliere dell'Ordine militare d'Italia. Collocato in posizione ausiliaria a domanda dal 1 febbraio 1947, fu richiamato in servizio per un mese nel 1954 e dal 1 febbraio 1955 venne collocato nella riserva e promosso contrammiraglio. Si spense a Venezia il 22 giugno 1980.

### Annotazioni
1. ↑  Suo padre era decorato al valore delle guerre d'Africa, Deputato al parlamento per due legislature, Sottosegretario di Stato alle colonie e Senatore del Regno.

### Fonti
1. ↑  Gruppo Medaglie d'Oro al Valore Militare 1965, p. 124.
2. 1 2 3 4 5 6 7 8 9 10 11 12  Alberini, Prosperini 2016, p. 236.
3. 1 2 3 4 5 6  Combattenti Liberazione.
4. ↑  Cavalieri dell'Ordine militare d'Italia
5. ↑  Ufficio Storico della Marina Militare 1991, p. 295.
6. ↑  Medaglie d'oro al valor militare sul sito della Presidenza della Repubblica